# Muscat
Muscat (în limba arabă: مسقط, Masqaṭ) este capitala statului Oman. Este de asemenea sediul guvernului și cel mai mare oraș din guvernoratul de Muscat. Începând din 2008, populația din zona metropolitană Muscat a fost 1,090,797. Zona metropolitană se întinde pe aproximativ 1.500 km² și include șase vilaiete.

## Clima
Muscat dispune de un climat cald, arid cu veri lungi și foarte fierbinți și „ierni” calde. Media precipitațiilor anuale în Muscat este de aproximativ 10 cm, acestea cad în special în luna martie. Precipitațiile, în general, sunt rare în Muscat. Clima, în general, este foarte caldă, cu temperaturi care ajung până la 49° C în timpul verii.

## Demografia
Muscat avea o populație de 630.000 de locuitori în 2003.